# مي (موسيقى)

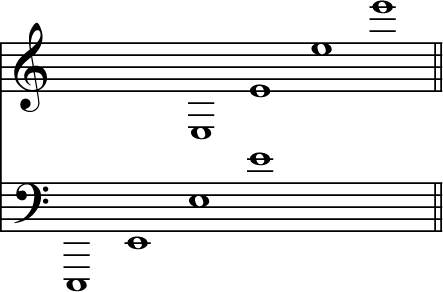

نغمة مي (يرمز لها E) هي ثالث درجة موسيقية في السلم دو الكبير. هي أيضا خامس درجة موسيقية في السلم لا الصغير و تدعى وظيفيا بالدرجة المسيطرة لهذا السلّم.
نغمة مي متعادلة نغميا مع علامة فا-بيمول (♭F).

## اقرأ أيضاً
- درجة موسيقية
- سلم موسيقي